# Všechlapy u Nymburka
Všechlapy (deutsch Wschechlap) ist eine Gemeinde in Tschechien. Sie liegt vier Kilometer nördlich von Nymburk und gehört zum im Okres Nymburk.

## Geographie
Všechlapy befindet sich am Bach Klobuš auf der Böhmischen Tafel. Durch Všechlapy führt die Staatsstraße 38 von Nymburk nach Mladá Boleslav. Westlich des Dorfes liegt die Gabelung der Eisenbahnstrecken von Nymburk nach Mladá Boleslav bzw. Jičín.
Nachbarorte sind Obora und Krchleby im Norden, Jíkev und Oskořínek im Nordosten, Bobnice im Osten, Kovansko im Südosten, Veleliby und Nymburk im Süden, Dvory im Südwesten, Čilec im Westen sowie Straky und Zavadilka im Nordwesten.

## Geschichte

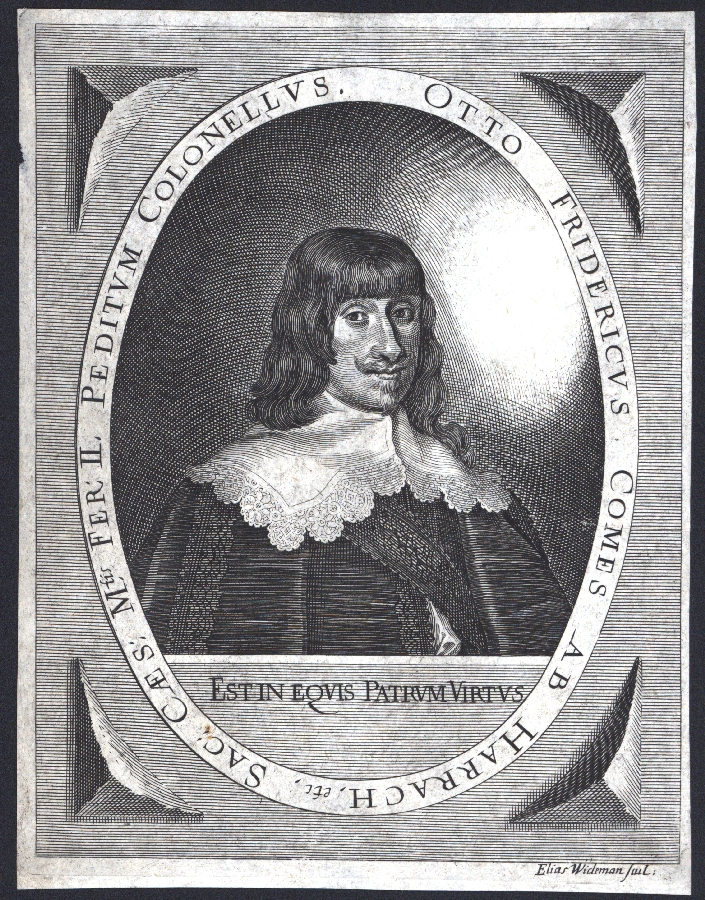
Otto Friedrich Graf Harrach

Die erste schriftliche Erwähnung des Dorfes erfolgte im Jahr 1223. Seit 1345 war der Ort zur Kirche St. Ägidius in Veleliby gepfarrt. Das Dorf gehörte bis 1547 zur Stadt Nymburk und wurde dann wegen der Beteiligung am antihabsburgischen Ständeaufstand durch Ferdinand I. beschlagnahmt und der Herrschaft Poděbrady angeschlossen. 1558 ging Všechlapy an die Herrschaft Vlkava über. Seit 1622 gehörte die Feste und das Dorf Všechlapy einschließlich des Vorwerks der Familie von Schreibersdorf, die 1628 im Zuge der Rekatholisierung nach Kursachsen emigrierte und deren Güter danach konfisziert und an Albrecht von Waldstein verkauft wurden. Dieser überschrieb sie an Adam von Waldstein. 1636 wurden die Güter an Otto Friedrich Graf Harrach verliehen. Die Grafen Harrach hielten den Besitz bis 1789, danach erfolgte der Verkauf an die Herrschaft Loučeň.
Nach der Aufhebung der Patrimonialherrschaften bildete Všechlapy ab 1850 mit dem Ortsteil Vobora eine politische Gemeinde im Bezirk Poděbrady. 1934 kam die Gemeinde zum Okres Nymburk, zugleich erfolgte die Eingemeindung nach Vlkava. 1949 entstand die Gemeinde Všechlapy wieder.

## Gemeindegliederung
Für die Gemeinde Všechlapy sind keine Ortsteile ausgewiesen. Zu Všechlapy gehört die Ansiedlung Obora (Wobora).